# Praomys minor
Praomys minor is een knaagdier uit het geslacht Praomys dat alleen gevonden is in Lukolela in de Democratische Republiek Congo. Er zijn vijf exemplaren bekend, die allemaal tussen 31 juli en 28 augustus 1930 in Lukolela zijn gevangen. Deze soort werd oorspronkelijk beschreven als een ondersoort van Praomys jacksoni, maar later erkend als een aparte soort.
Deze soort is kleiner dan Praomys jacksoni. De bovenkant is bruin, geleidelijk overlopend in de kaneelkleurige flanken. De onderkant is vuilwit. De voeten zijn wit. Om de ogen zit een bruine ring. De staart is donkerbruin.